# Memorial Governador Miguel Arraes

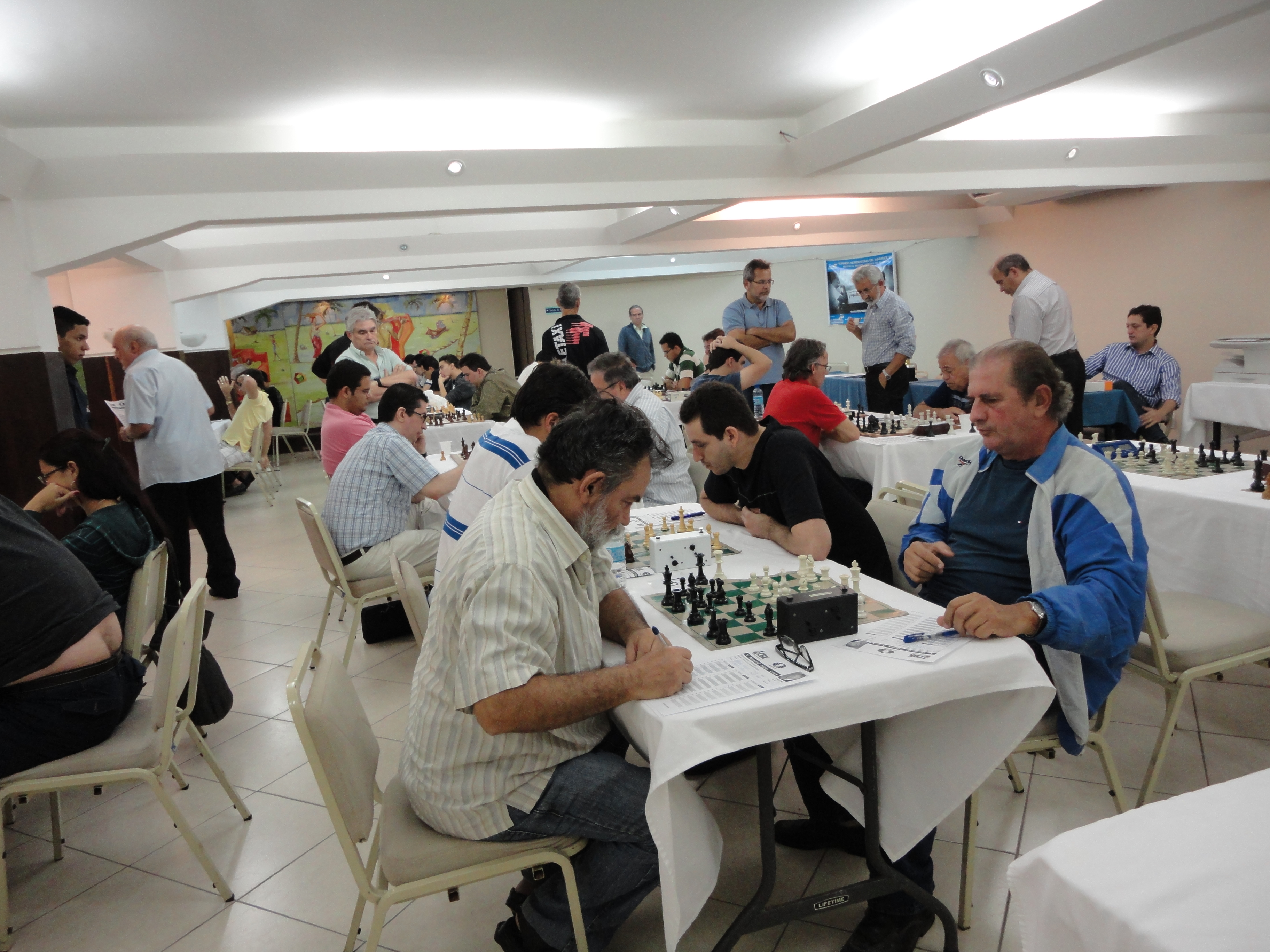
V Memorial Gov. Miguel Arraes realizado em Recife (2012)

O Memorial Governador Miguel Arraes, mais conhecido como Nordestão, é a denominação do maior torneio regional de xadrez do Nordeste do Brasil, sendo realizado anualmente em Recife. O evento é em homenagem ao político cearense Miguel Arraes que foi um grande incentivador do xadrez como esporte intelectual.
A 11º edição do Nordestão ocorreu no período de 27 a 29 de julho de 2018, pelo  Mestre FIDE Marcos Asfora e com a arbitragem do AF Máximo Igor Macedo.

## Edições
| Edição | Ano  | Campeão                   |
| ------ | ---- | ------------------------- |
| I      | 2008 | Vinícius Tiné             |
| II     | 2009 | Yago Santiago             |
| III    | 2010 | Yago Santiago             |
| IV     | 2011 | Luismar Brito             |
| V      | 2012 | Iack Macedo               |
| VI     | 2013 | Yago Santiago             |
| VII    | 2014 | Yago Santiago             |
| VIII   | 2015 | Yago Santiago             |
| IX     | 2016 | Luismar Brito             |
| X      | 2017 | Marcelo Wanderley Bouwman |
| XI     | 2018 | Daniel Rangel             |
| XII    | 2019 | Luismar Brito             |